# Göldenitz
Göldenitz er en kommune i det nordlige Tyskland, beliggende i Amt Berkenthin under Kreis Herzogtum Lauenburg. Kreis Herzogtum Lauenburg ligger i delstaten Slesvig-Holsten.

## Geografi
Göldenitz grænser mod øst til Elbe-Lübeck-Kanal, og ligger omkring 15 km syd for Lübeck, og 9 km vest for Ratzeburg.